# Gymnopédies

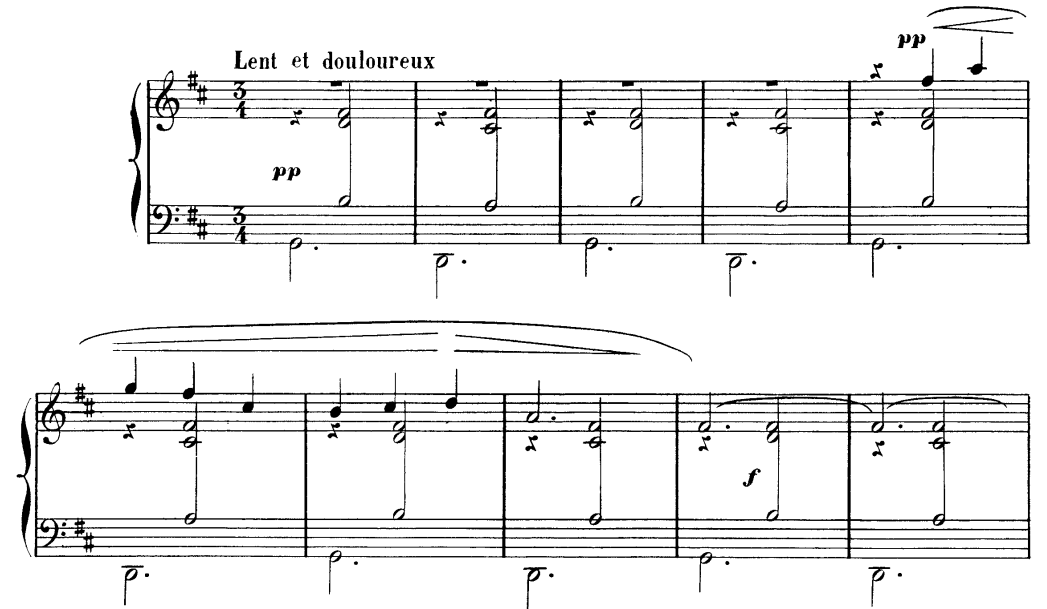
Pierwsze takty Gymnopédie nr 1 (wydanie pierwsze)

Gymnopédies – trzy miniatury na fortepian skomponowane przez Erika Satiego w 1888. Jedne z najbardziej znanych utworów Satiego.
Gymnopédies powstawały od lutego do kwietnia 1888. 18 sierpnia Gymnopedie nr 1 została opublikowana w czasopiśmie „La Musique des familles” wydawanym przez Alfreda Satiego, ojca kompozytora.
Są to krótkie, nastrojowe utwory napisane w metrum 3/4, mające wspólny temat i strukturę. Współcześnie bywają postrzegane jako zapowiedź ambientu – są delikatne, a jednocześnie na swój sposób ekscentryczne, co w czasie ich powstawania przeciwstawiało się tradycji klasycznej. Ideałem Satiego była muzyka mogąca służyć za tło do życia codziennego, będąca niejako dodatkowym meblem domowym, czyli taka, która mogłaby wpływać na nastrój człowieka, ale nie absorbować go na tyle, aby odrywać od innych zajęć. Taka muzyka była określana przez samego artystę hasłem musique d'ameublement.
Tytuł nawiązuje do rytualnych tańców podczas Gymnopediów w starożytnej Sparcie.
Dzięki pomocy Claude'a Debussy'ego utwory Satiego dotarły do szerszej publiczności, co samemu kompozytorowi pomogło finansowo w trudnym dla niego okresie. Debussy stwierdził, że druga z Gymnopédie nie nadawała się do aranżacji, tak więc w lutym 1897 zorkiestrował on pierwszą i trzecią, zamieniając jednocześnie ich numerację.
Kompozycje charakteryzują się prostą modalną melodią na tle ostinatowego akompaniamentu o harmonice opartej na kilku akordach (akordy nonowe; paralelne). Czas trwania zbioru wynosi ok. 9 minut.
Utwory wykorzystane zostały w filmie Malowany welon oraz serialu Kryminalni.